# Mellowdrone
Mellowdrone — рок-группа из Лос-Анджелеса, штат Калифорния, США, созданная в 1999 году и играющая музыку в таких стилях как Lo-Fi, инди-рок и экспериментальная музыка. Песни группы звучали в ряде телевизионных шоу, сериалов и компьютерных игр.

## История
Mellowdrone основали Джонатан Бэйтс, Тони Дематтео и Брайан Борг. Портал AllMusic определил стиль группы как Lo-Fi, инди-рок и экспериментальная музыка. Дебютный альбом группы под названием Box был выпущен в 2006 году под лейблом Columbia Records.
Музыка Mellowdrone появилась в нескольких американских телевизионных шоу, в том числе «Проект Подиум», в сериалах «Клиент всегда мёртв» и «Плантация». Песня «C’mon and try a little bit» была включён в первую часть игры «Driv3r», а «Oh My» из альбома 2006 года Box — в саундтреке к игре «FIFA 07», а также, его можно услышать в американском фильме ужасов «Выпускной». Песня «Fashionably Uninvited» звучит в фильме «Невидимый» 2007 года. «Orange Marmalade» представлена в фильме «Никогда не сдавайся» 2008 года, а также в фильме «Fling». Песня «Beautiful Day» есть в саундтреке к игре «Project Gotham Racing 2».
В 2018 году, после длительного перерыва, группа воссоединилась и выпустила мини-альбомы 2018 и 3.

## Дискография
- 1999 — …Boredom Never Sounded So Sweet (мини-альбом)
- 2001 — Glassblower (мини-альбом)
- 2003 — A Demonstration of Intellectual Property (мини-альбом)
- 2004 — Go Get 'em Tiger (мини-альбом)
- 2006 — Box
- 2008 — Maquina 7" (винил)
- 2009 — Angry Bear
- 2018 — 2018 (мини-альбом)
- 2018 — 3 (мини-альбом)